# In The Court of The Crimson King
In The Court of The Crimson King este albumul de debut al trupei britanice de rock progresiv King Crimson, lansat în 1969. Discul a ajuns până pe locul 3 în clasamentele britanice, fiind creditat Disc de aur în SUA.
Albumul este considerat unul dintre cele mai mari succese ale rock-ului progresiv, îmbinând influențe de blues cu jazz și elemente simfonice europene. În cartea sa din 1997 Rocking The Classics, criticul/muzicologul Edward Macan spune că In The Court of The Crimson King „ar putea fi cel mai influent album de rock progresiv lansat vreodată”. Pete Townshend de la The Who a declarat că discul este „o adevărată capodoperă”.
Albumul a fost remasterizat și reeditat pe vinil și CD de mai multe ori în anii '80 și '90.

## Lista pieselor
1. „21st Century Schizoid Man” (Fripp, McDonald, Lake, Giles, Sinfield) (7:21)
2. „I Talk to The Wind” (McDonald, Sinfield) (6:05)
3. „Epitaph” (Fripp, McDonald, Lake, Giles, Sinfield) (8:47)
4. „Moonchild”  (Fripp, McDonald, Lake, Giles, Sinfield) (12:13)
5. „The Court of The Crimson King” (McDonald, Sinfield) (9:25)

## Discuri single
- „The Court of The Crimson King” (1969)

## Componență
- Robert Fripp - chitară
- Ian McDonald - flaut, clarinet, saxofon, claviaturi, mellotron, voce
- Greg Lake - voce, chitară bas
- Michael Giles - tobe, percuție, voce
- Peter Sinfield - versuri, iluminație